# Steve Sisolak
Stephen F. Sisolak (n. Milwaukee, Wisconsin, Estados Unidos, 26 de diciembre de 1953) es un político y empresario estadounidense.

## Biografía
Nació el día 26 de diciembre del año 1953 en la ciudad estadounidense de Milwaukee, en el Estado de Wisconsin. Es hijo de Mary y Edward F. Sisolak, ambos de origen checo.
En 1972 se graduó en secundaria en un instituto de Wauwatosa. Posteriormente en 1974 obtuvo una licenciatura en administración de empresas por la Universidad de Wisconsin en Milwaukee y en 1978 una maestría por la Universidad de Nevada, Las Vegas.
Tras finalizar sus estudios universitarios comenzó trabajando en el mundo empresarial y después de años en los negocios, cabe destacar que se ha convertido en un emprendedor de éxito. Entre muchas de sus actividades en los negocios, se destaca la de ser co-propiertario de la "American Distributing Company" y ser uno de los socios de la "Associated Industries".
Después de involucrarse en varias causas cívicas y proyectos gubernamentales, entró en política como miembro del Partido Demócrata de los Estados Unidos.
En 1999 ganó las elecciones para la Junta de Regentes de Nevada y sirvió hasta 2008. Ese mismo ganó las elecciones para la Comisión del Condado de Clark y fue reelegido en 2012 y 2016. 
Posteriormente en 2018 ganó las primarias demócratas para el cargo de gobernador de Nevada, derrotando a su colega de la Comisión del Condado de Clark, Chris Giunchigliani. 
Finalmente el 6 de noviembre de 2018, acabó derrotando al candidato republicano Adam Laxalt en las elecciones estatales, convirtiéndose en el primer demócrata en el cargo de gobernador de Nevada desde que Bob Miller dejó el cargo en el año 1999.
El día 7 de enero de 2019 tomó posesión oficial de su cargo como nuevo y 30.º Gobernador del Estado de Nevada, en sucesión del republicano Brian Sandoval.